# Hössna församling
Hössna församling är en församling i Redvägs och Ås kontrakt i Skara stift. Församlingen ligger i Ulricehamns kommun i Västra Götalands län. Församlingen ingår i Ulricehamns pastorat.

## Administrativ historik
Församlingen har medeltida ursprung. År 1554 införlivades Kinnareds församling.
Församlingen var till 2006 moderförsamling i pastoratet Hössna och  Gullered som före 1548 och efter 29 juli 1887 även omfattade Strängsereds församling, till 1554 även omfattade Kinnareds och Tissereds församlingar och från 1962 även Böne, Knätte och Liareds församlingar och från 1983 även Kölingareds församling. Församlingen införlivade 2006 Strängsereds och Gullereds församling aroch församlingen är sedan dess annexförsamling i pastoratet Ulricehamn, Timmele och Hössna.

## Organister
| Period    | Namn                   | Levnadstid | Övrigt   |
| --------- | ---------------------- | ---------- | -------- |
| 1854-1857 | Lars August Lönnerblad | 1831-1910  | Organist |

## Kyrkor
- Hössna kyrka
- Gullereds kyrka
- Strängsereds kyrka